# Australská mist
Australská mist je první kočičí plemeno, které pochází z Austrálie. Původně se tato kočka jmenovala tečkovaná mist. Toto plemeno je velmi hravé a má příjemnou a harmonickou povahou. Dospělý jedinec váží 3,5 – 6 kg.

## Historie
Plemeno bylo vyšlechtěno Trudou Stadeovou  v roce 1976, která v Novém Jižním Walesu založila chovatelský program. Mezi její předky patří habešské kočky, barmské kočky a nečistokrevné krátkosrsté kočky. Barmská kočka plemeni dodala stavbu těla, čtyři ze šesti barev a společenskou povahu, zatímco habešská kočka přidala zbylé dvě barvy, ticking a živější temperament. Domácí kočky se zasloužily o výraznější kresbu srsti a časnější dospívání.

## Vzhled
Je středně velká, na stavbě těla jsou patrné orientální rysy. Středně velké uši jsou vzpřímené nebo mírně stočené stranou. Špičky uší jsou zaokrouhlené. Oči sytě zlaté barvy mají mandlový tvar, jsou mírně zešikmené. Trup je středně velký a přiměřeně osvalený. Nohy jsou středně dlouhé a spíše štíhlejší, tlapky jsou malé a okrouhlé. Ocas je středně dlouhý, zvolna se zužuje k zaokrouhlené špičce.
Srst je krátká, nepatrně odstává od těla. Jemná skvrnitá kresba na srsti je mlhavá, zdá se rozmazaná. Tento efekt působí tzv. ticking, neboli přítomnost tří až dvanácti pruhů (nejčastěji černých) na každém chlupu. Spodní strana těla spolu s pysky a bradou je bělavá. Srst nevyžaduje téměř žádnou péči, stačí občasné vykartáčování.
WCF uznává celkem sedm barevných variet: modrá, hnědá, karamelová, čokoládová, lila, zlatá (skořicová) a broskvová (plavá).